# Filip Pravdica
Filip Pravdica, född 28 juli 1995, är en friidrottare från Kroatien. Han deltog vid olympiska sommarspelen 2024.